# Tiankoura
Tiankoura è un dipartimento del Burkina Faso classificato come comune, situato nella Provincia di Bougouriba, facente parte della Regione del Sud-Ovest.
Il dipartimento si compone del capoluogo e di altri 36 villaggi: Balambiro, Bombara, Dangbara, Diebiro, Diourao, Elfora, Gongoura, Guimbissenao, Kankoura, Kanseo, Kimpeo, Kolonkoura, Kouloh, Kourguenou, Kourou, Kpolo, Lobignonao, Minao, Niempiro, Nkinora, N'tonhiro, Odara, Orkounou, Palembera, Sehintiro, Sinkiro, Sounkpourouna, Tinguera, Tiopanao, Tioyo, Tordiera, Uleo, Waltièra, Wangara, Yèbèlèla e Yèlèla.